# Tutti Passeurs d'Arts

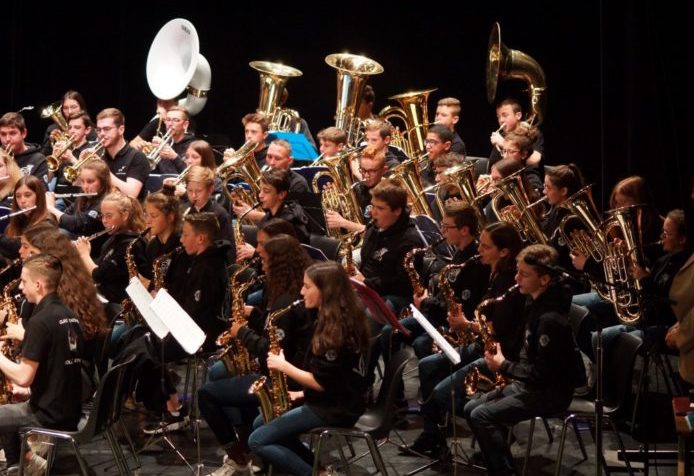

 (juin 2021).

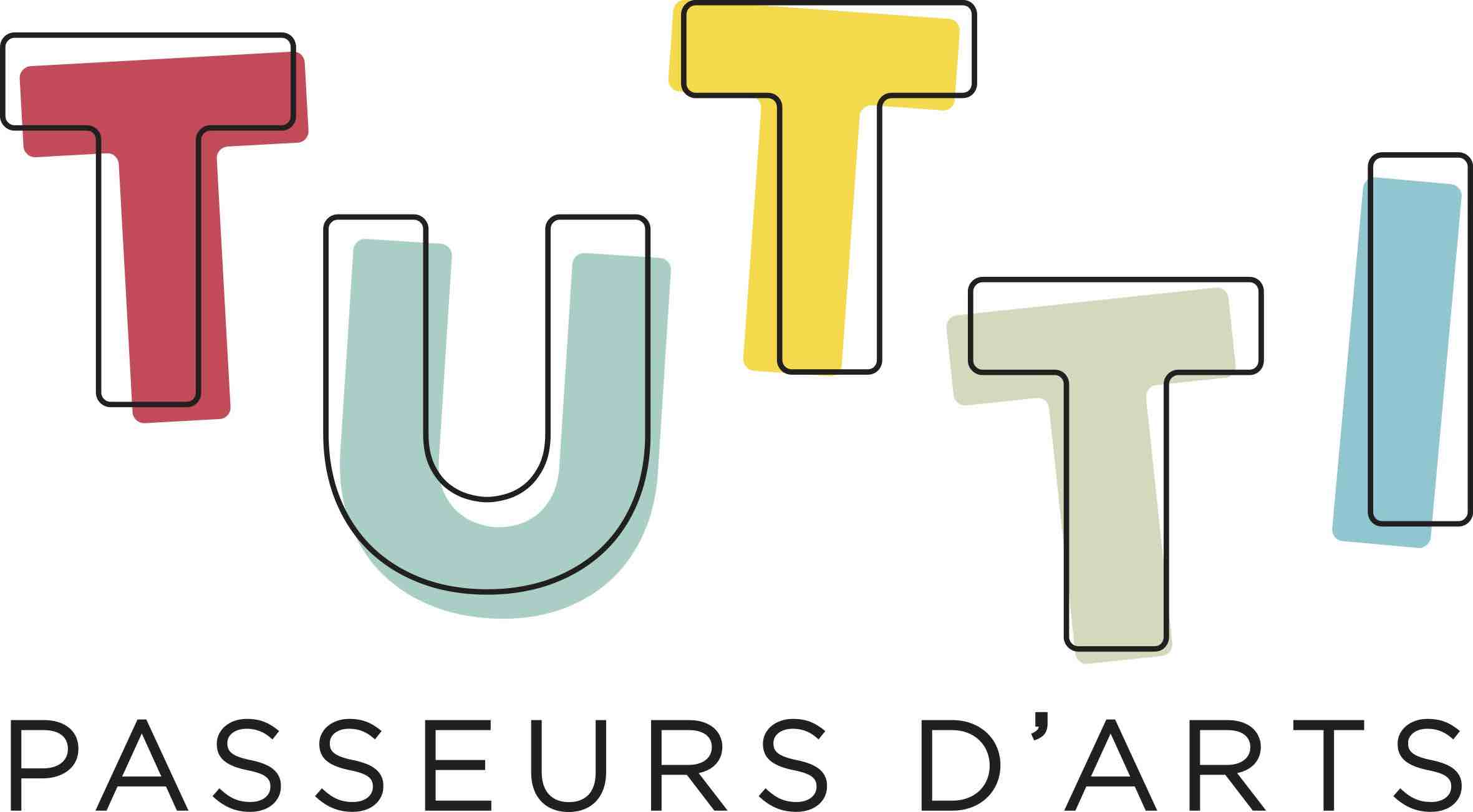
Logo TUTTI Passeurs d'Arts

TUTTI Passeurs d'Arts est une association loi de 1901 à but non lucratif intervenant dans plusieurs régions en France, en particulier en région Île-de-France. Son objectif principal est de permettre à tous les enfants d'accéder à une éducation sociale par la musique. Elle leur propose d'intégrer gratuitement un orchestre afin d'y apprendre collectivement la musique dans une situation de mixité sociale et d'ouverture aux autres. 

## Historique
En 1999, Jean-Claude Decalonne imagine et crée le concept des premières classes orchestres, encore appelées « Orchestres à l'école ». Ces classes se développent d'abord dans le Val d'Oise, puis progressivement autour de plusieurs projets dans des écoles et collèges dans toute la France. En 2006, Jean-Claude Decalonne découvre le modèle vénézuélien El Sistema créé en 1975 par José Antonio Abreu, visant à offrir aux enfants des quartiers pauvres une éducation musicale symphonique de haut niveau.
Après avoir rencontré le Maestro Abreu, Jean-Claude Decalonne continue de créer des orchestres, désormais appelés « Maisons Passeurs d'Arts », dans les quartiers défavorisés en France. L'éducation musicale qui y est proposée repose sur des principes pédagogiques de confiance et de respect vis-à-vis du chef d'orchestre, des autres enfants et d'eux-mêmes. Elle leur offre une intégration sociale, un équilibre et un épanouissement dans leur vie scolaire et familiale. 

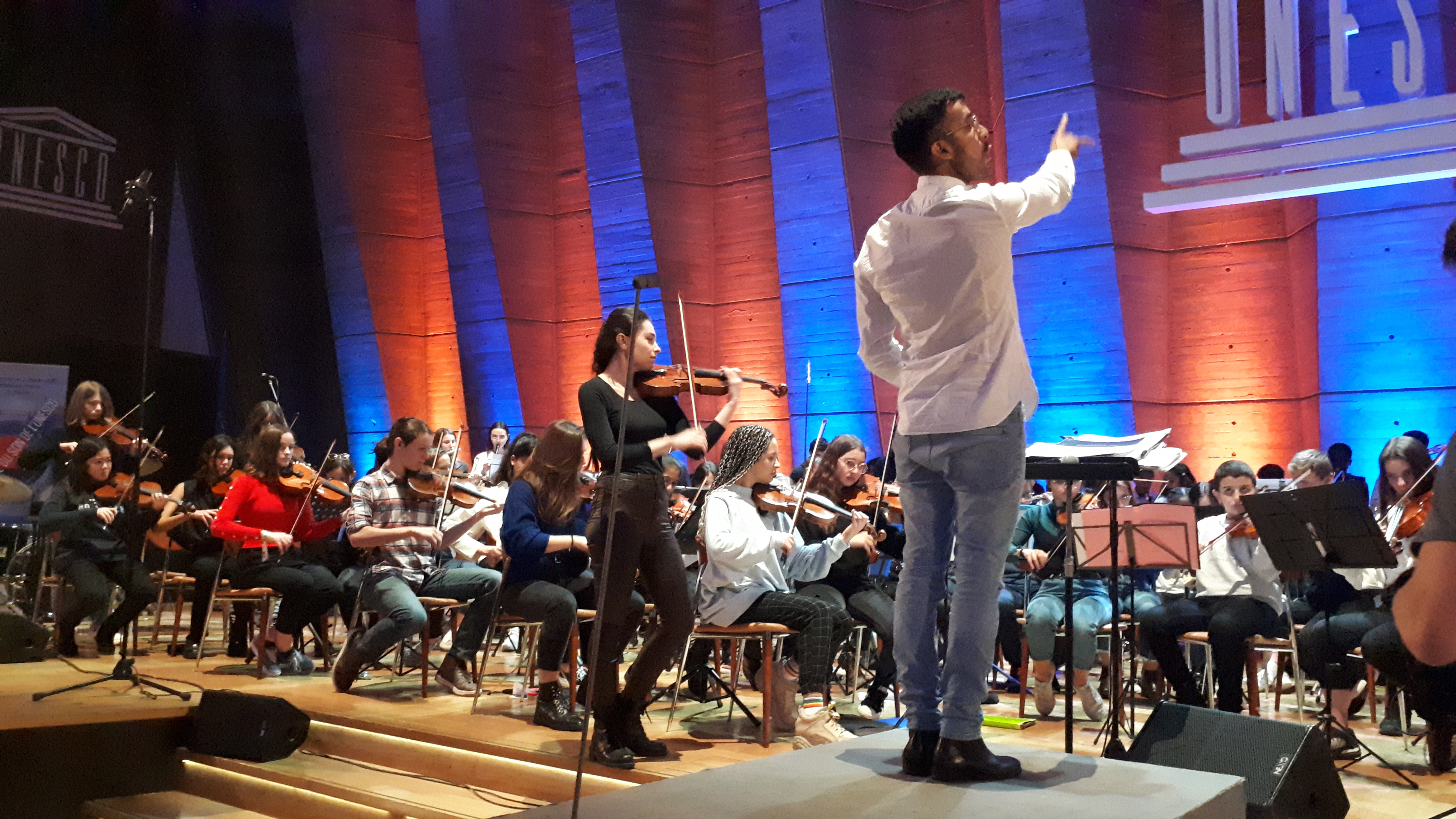
TUTTI Passeurs d'Arts à l'Unesco en 2020

Plusieurs orchestres ont permis à des centaines d'enfants de vivre une pratique orchestrale intensive (Cergy, Méditerranée, Garges-lès-Gonesse) mais des dispositifs durables s'imposent comme des institutions et ont vocation à grandir en Bretagne (Maison TPA à Fougères) et en région parisienne : l'association déploie en 2017 des dispositifs à Bondy, ville natale du footballeur Kylian Mbappé qui devient l'un de ses parrains en 2018. Il rejoint d'autres soutiens, comme les concertistes Esther Abrami (violon), Lucienne Renaudin-Vary (trompette), Pedro Carrero (trombone), le Maestro Gustavo Dudamel, la Maestra Glass Marcano, l'urgentiste Patrick Pelloux, … 
En janvier 2020, les enfants de TUTTI Passeurs d'Arts donnent un concert à l'Unesco à l'occasion de la 17ème Semaine du Son. 

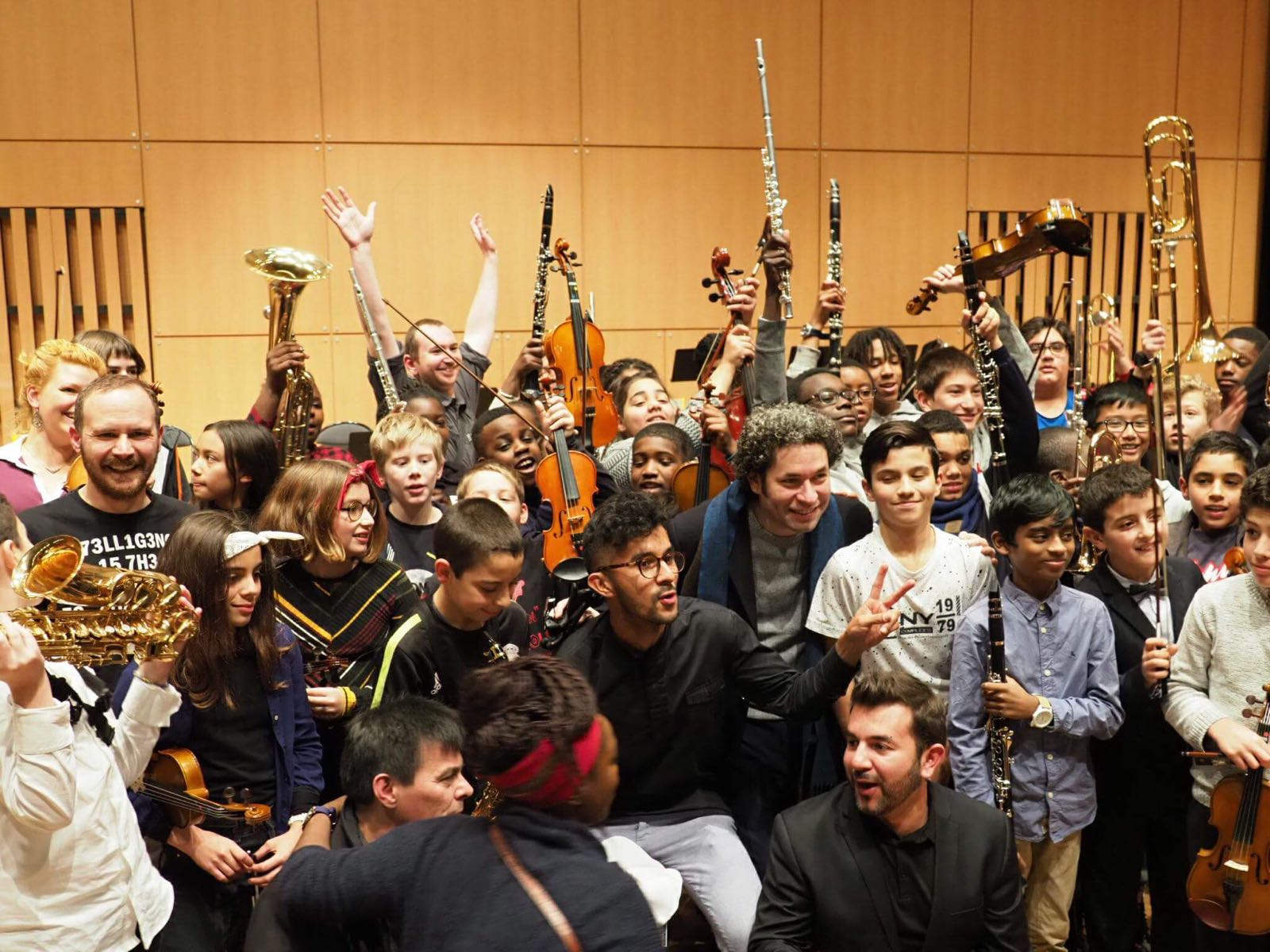
Gustavo Dudamel et TUTTI Passeurs d'Arts au CRR de Paris

Malgré le contexte de crise sanitaire, l'activité de l'association auprès des enfants se maintient et se déploie en 2021 avec la création d'un orchestre au sein de la Maison Saint-Jean de la fondation des Apprentis d'Auteuil, dans le Val-d'Oise, à Sannois. 
En 2021, l'association TUTTI Passeurs d'Arts s'engage dans l'élargissement de ses dispositifs en France et à l'étranger afin d'offrir cette éducation musicale et sociale au plus grand nombre. 
Le 16 janvier 2022, un grand spectacle hommage au Maestro Abreu est donné par les différents orchestres TUTTI Passeurs d'Arts dans le cadre de la 19ème Semaine du Son de l'UNESCO, retransmis en direct sur Internet. 
L'Orchestre Philharmonique des enfants d'Odienné en Côte d'Ivoire se produit le 7 août 2023 au Palais Présidentiel et le 11 février 2024 lors de la finale de la  CAN (Coupe d'Afrique des nations) à Abidjan. Cet orchestre est né de la rencontre entre Maître Adama Kamara et JeanClaude Decalonne dans les locaux de TUTTI Passeurs d'Arts à Paris. Lire l'article
  

Activités 

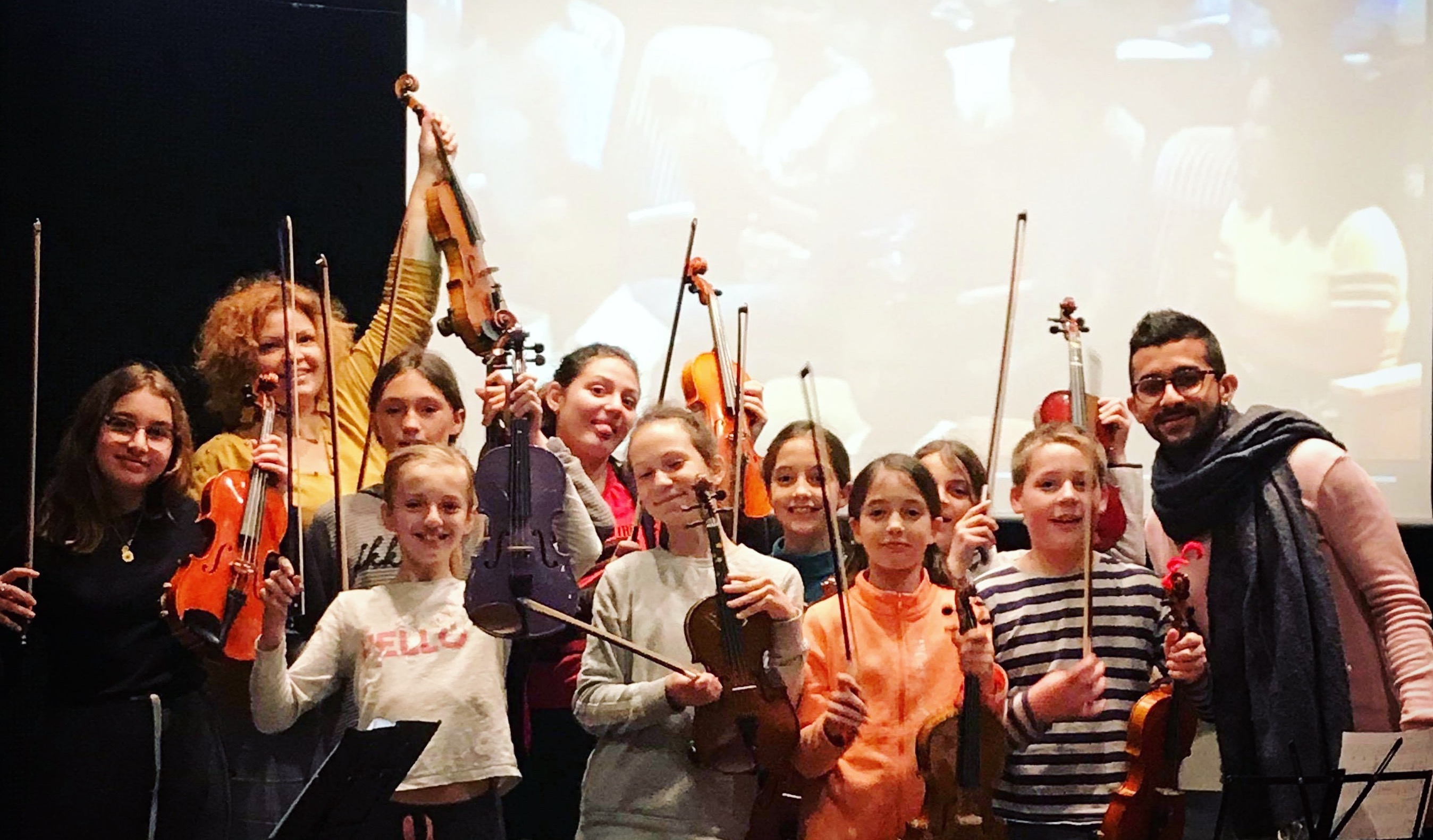
Les enfants de l'orchestre Tutti Méditerranée, avec Verna Kaunisto et Yefren Carrero

Les Maisons Passeurs d'Arts sont des lieux qui proposent une activité musicale collective aux enfants n'ayant pas accès aux pratiques artistiques. Leur action se distingue de celle des autres dispositifs par l'intensité et la fréquence des répétitions, en moyenne 6 à 15 heures par semaine, permettant aux enfants débutants de progresser rapidement et d'atteindre un très bon niveau instrumental à l'issue des premières années. 

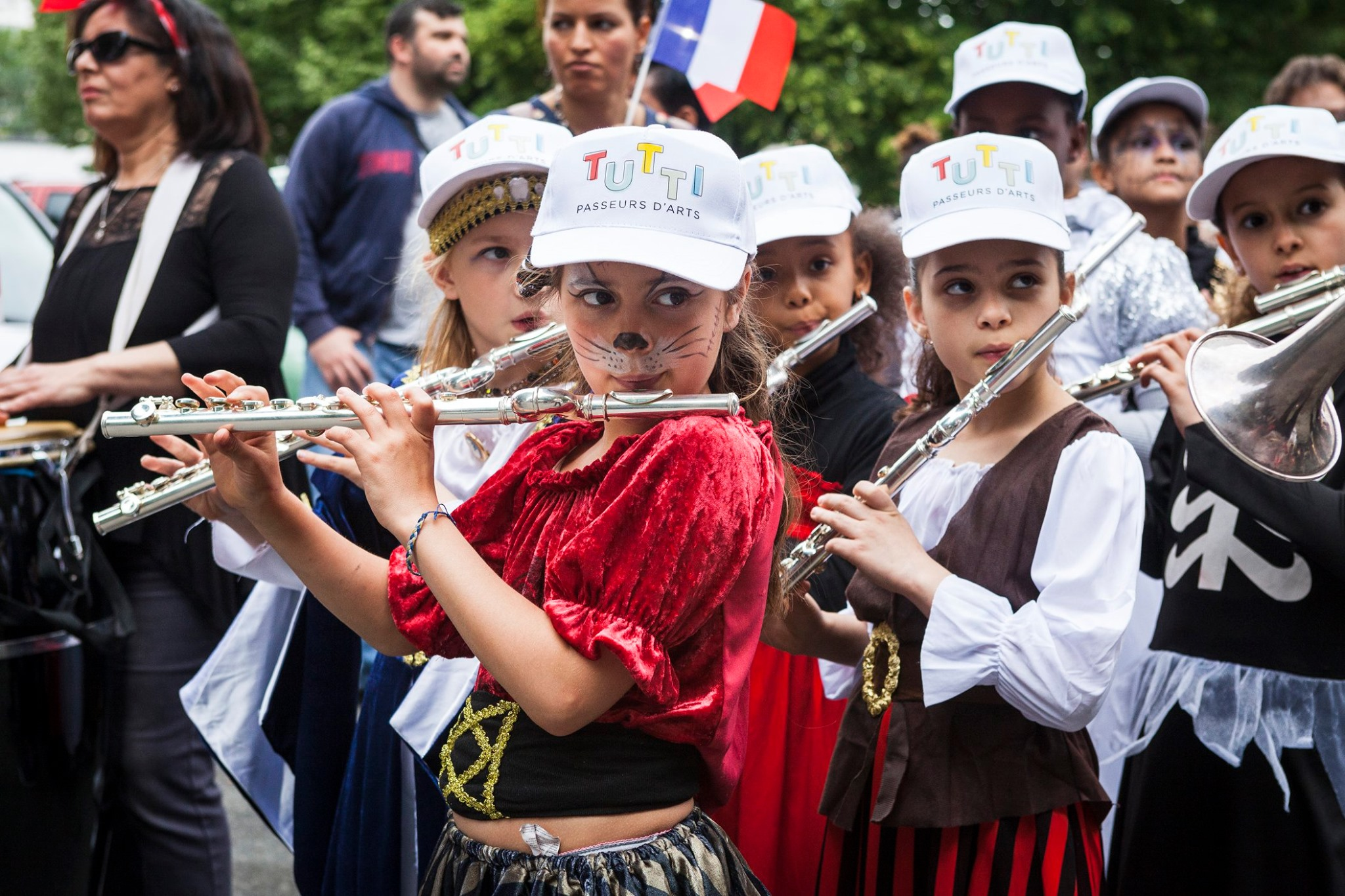
Petites flûtistes de Tutti Bondy, Passeurs d'Arts

L'apprentissage se déroule sur le temps périscolaire, au sein des écoles ou dans d'autres centres sociaux. Les répétitions sont animées par des professeurs de musique et musiciens polyvalents formés aux pédagogies collectives. 
Les enfants découvrent leur instrument essentiellement par l'écoute et par l'apprentissage de morceaux par cœur, avant celui de la lecture des notes et de la théorie qu'ils comprennent ensuite avec plus de facilité. Très rapidement (dès les premiers mois), des concerts sont organisés à l'occasion desquels ils présentent l'aboutissement de leur travail. 
Un rapport établi par des psychologues cliniciennes en 2016 montre des résultats tangibles sur l'évolution comportementale des enfants : les résultats scolaires de collégiens passent de 5/20 à 12/20 en quelques mois après le début de leur apprentissage. Ils présentent des capacités d'écoute et de concentration majeures, et gagnent en confiance en soi. 
L'association est affiliée aux réseaux internationaux Sistema Europe et Sistema Global. Ces partenariats permettent d'organiser et de participer à des séjours musicaux à l'étranger chaque année : en Grèce, Angleterre, Suède, Espagne, ... 